# Deborah Ann Morgan
Pour les articles homonymes, voir Morgan.
Deborah Ann Morgan (née le 20 septembre 1951),, dite Debbi Morgan, est une actrice américaine. Elle joue le rôle d'Angie Baxter-Hubbard dans le soap opéra d'ABC La Force du destin pour lequel elle fut la première afro-américaine à remporter le Daytime Emmy Award dans la catégorie Meilleure actrice dans un second rôle dans une série dramatique en 1989. 
Elle est aussi connue pour son rôle de la prophétesse dans la quatrième et cinquième saisons de Charmed. Au cinéma, elle fut acclamée par la critique pour son interprétation de Mozelle Batiste-Delacroix dans Eve's Bayou en 1997.

## Biographie
Morgan est née à Dunn, en Caroline du Nord d'une mère enseignante, Lora, et d'un père boucher, George Morgan Jr. Elle a une sœur cadette, Terry. Durant sa jeunesse, sa famille déménage dans le Bronx. Dans une interview de 1997 pour le journal People, Morgan révèle que son père était alcoolique. Bien qu'il n'ait jamais frappé ses filles, Morgan se souvient que sa mère fuyait régulièrement pour éviter son père. Ce dernier meurt d'une leucémie en 1975.
Morgan intégra une école paroissiale durant son enfance; elle est diplômée de l'Aquinas High School du Bronx.

## Vie personnelle
Morgan s'est mariée quatre fois, avec : Charles Weldon (1980-84), l'acteur Charles S. Dutton (1989–94), le photographe Donn Thompson (1997–2000) et Jeffrey Winston (depuis juin 2009). Elle n'a pas d'enfant.

## Filmographie

### Film
| Année | Titre                                                | Rôle                        | Notes |
| ----- | ---------------------------------------------------- | --------------------------- | --- |
| 1971  | Cry Uncle!                                           | Olga Winter                 | |
| 1974  | Amazing Grace                                        | Étudiante au Morgan State   | |
| 1975  | Mandingo                                             | Dite                        | |
| 1976  | Taxi Driver                                          | La fille au Columbus Circle | |
| 1976  | The Monkey Hu$tle                                    | Vi                          | |
| 1979  | Love's Savage Fury                                   | Opal                        | Téléfilm |
| 1981  | Thornwell                                            | Katherine                   | Téléfilm |
| 1984  | The Jesse Owens Story                                | Ruth Solomon Owens          | Téléfilm |
| 1987  | Guilty of Innocence: The Lenell Geter Story          | Marcia Hickson              | Téléfilm |
| 1992  | Perry Mason                                          | Maureen Gilman              | Téléfilm |
| 1997  | Eve's Bayou                                          | Mozelle Batiste Delacroix   | Independent Spirit Award for Best Supporting Female Chicago Film Critics Association Award for Best Supporting Actress Nomination — Satellite Award for Best Supporting Actress – Motion Picture Nomination — NAACP Image Award for Outstanding Supporting Actress in a Motion Picture |
| 1999  | Elle est trop bien                                   | Ms. Rousseau                | |
| 1999  | Spawn 3: Ultimate Battle                             | Granny Blake                | |
| 1999  | Hurricane Carter                                     | Mae Thelma                  | Nomination— NAACP Image Award for Outstanding Actress in a Motion Picture |
| 1999  | Asunder                                              | Lauren Hubbs                | |
| 2000  | Love & Basketball                                    | Nona McCall                 | |
| 2000  | The Runaway                                          | Reba Monroe                 | Téléfilm |
| 2004  | Woman Thou Art Loosed                                | Twana                       | |
| 2005  | Coach Carter                                         | Tonya                       | |
| 2005  | Back in the Day                                      | Mme Packer                  | |
| 2006  | Mon vrai père et moi                                 | Mme Manoire                 | |
| 2006  | Color of the Cross                                   | Marie                       | |
| 2015  | Royal Family Thanksgiving                            | Alfreda Royal               | Téléfilm |
| 2015  | Royal Family Christmas                               | Alfreda Royal               | Téléfilm |
| 2016  | Destin brisé : Toni Braxton, une chanteuse sacrifiée | Evelyn Jackson Braxton      | Téléfilm |
| 2019  | Sextuplets                                           |                             | |

### Télévision
| Année                      | Titre                                 | Rôle                               | Notes |
| -------------------------- | ------------------------------------- | ---------------------------------- | --- |
| 1976, 1977                 | Good Times                            | Ellen / Samantha                   | Épisodes The Break Up et A Friend in Need |
| 1976–1977                  | What's Happening!!                    | Diane Harris                       | Rôle récurrent, 6 épisodes |
| 1978                       | La croisière s'amuse                  | Stephanie Jackson                  | Épisode Second Chance/Don't Push Me/Like Father, Like Son |
| 1979                       | Racines 2 : Les Nouvelles Générations | Elizabeth Harvey                   | Mini-Séries à la télévision |
| 1979                       | The White Shadow                      | Delores Raye                       | Épisode Delores, of Course |
| 1980                       | L'Incroyable Hulk                     | Jody                               | Épisode Falling Angels |
| 1981                       | Sanford                               | Charlene                           | Épisode Love Is Blind |
| 1981–1982                  | Behind the Screen                     | Lynette Porter                     | Rôle récurrent, 13 épisodes |
| 1980, 1982                 | Trapper John, M.D.                    | Linda / Denise                     | Épisodes Hot Line et Ladies in Waiting |
| 1982–1990, 2008–2011, 2013 | La Force du destin (série télévisée)  | Dr Angela Baxter Hubbard           | Rôle récurrent Daytime Emmy Award for Outstanding Supporting Actress in a Drama Series (1989) Gracie Award for Outstanding Female Lead – Daytime Drama (2009) NAACP Image Award for Outstanding Actress in a Daytime Drama Series (2009, 2010) Nomination — Daytime Emmy Award for Outstanding Lead Actress in a Drama Series (2009, 2011–12) Nomination — Daytime Emmy Award for Outstanding Younger Actress in a Drama Series (1986) Nomination — NAACP Image Award for Outstanding Actress in a Daytime Drama Series (2011) Nomination — Soap Opera Digest Award for Outstanding Lead Actress in a Daytime Drama (1990) Nomination — Soap Opera Digest Awards for Outstanding Younger Lead Actress (1986) |
| 1990–1991                  | Générations                           | Chantal Marshall                   | Rôle récurrent |
| 1991                       | A Different World                     | Lisa Westin                        | Épisode To Tell the Truth |
| 1992                       | The Cosby Show                        | Tracy                              | Épisode Eat, Drink and Be Wary |
| 1992                       | Herman's Head                         | Melodie                            | Épisode Brackenhooker |
| 1992, 1993                 | Roc                                   | Linda                              | Épisodes The Hand That Rocs the Cradle et The Love Bug Bites Back |
| 1993–1995                  | Amoureusement vôtre                   | Dr Angela « Angie » Hubbard        | Rôle récurrent |
| 1995–1997                  | The City                              | Dr Angela « Angie » Hubbard        | Rôle récurrent Nomination— NAACP Image Award for Outstanding Actress in a Daytime Drama Series (1996) |
| 1997–1998                  | Port Charles                          | Dr Mary Eleanor « Ellen » Burgess  | Rôle récurrent |
| 1997, 1998                 | Hôpital central                       | Dr Mary Eleanor « Ellen » Burgess  | Guest-star |
| 1999                       | Spawn                                 | Granny Blake                       | 3 épisodes (uniquement voix) |
| 1999–2000                  | Any Day Now                           |                                    | Épisodes Elephants in the Room et You Think I Am Lying to You? |
| 2000                       | City of Angels                        |                                    | Épisode Smoochas Gracias |
| 2001                       | The Practice                          | Marsha Shinn                       | Épisode The Day After |
| 2000, 2001                 | La Vie avant tout                     | Chloe Simons                       | Épisodes Pilot et Mortality |
| 2000–2001                  | Boston Public                         | Superintendent Marsha Shinn        | Rôle récurrent, 4 épisodes |
| 2001                       | Providence                            | Marilyn Chase                      | Épisode Home Sweet Home |
| 2001–2002                  | Soul Food : Les Liens du sang         | Lynette Van Adams                  | Rôle récurrent, 3 épisodes NAACP Image Award for Outstanding Supporting Actress in a Drama Series (2002) |
| 2002–2003                  | Charmed                               | The Seer                           | Rôle récurrent, 8 épisodes |
| 2002–2003                  | For the People                        | District Attorney Lora Gibson      | Rôle récurrent, 18 épisodes |
| 2004                       | Les Forces du mal                     | Aileen Mooney                      | Épisode Pilot |
| 2006                       | Ghost Whisperer                       | Mrs. Riley                         | Épisode Melinda's First Ghost |
| 2006                       | Close to Home : Juste Cause           | Lizette Carter                     | Épisode Prodigal Son |
| 2006–2007                  | Amour, Gloire et Beauté               | District Attorney Jennifer Tartaro | Rôle récurrent, 14 épisodes |
| 2011–2012                  | Les Feux de l'amour                   | Harmony Hamilton                   | Rôle récurrent, 43 épisodes |
| 2014–2019                  | Power                                 | Estelle Green                      | Rôle récurrent |
| 2017                       | The Defenders                         | Delores                            | Épisodes The H Word et Worst Behavior |
| 2020                       | Power Book II: Ghost                  | Estelle Green                      | Rôle récurrent |

### Apparition dans des clips vidéos
- Cameo – Attack Me with Your Love (1985), Single Life (1985)